# Friend of the Devil
"Friend of the Devil" é uma música gravada pelo Grateful Dead. A música foi escrita por Jerry Garcia e John Dawson e a letra é de Robert Hunter. É a segunda faixa do álbum American Beauty, de 1970.
A música é amplamente acústica, como a maioria do American Beauty. É conhecido pelo riff de guitarra que Garcia toca no registo, que é uma escala maior G descendente (G F# E D C B A G). A música está entre as músicas mais regravadas da Grateful Dead; Hunter afirmou mais tarde: "foi o mais perto que chegamos do que pode ser uma música clássica".
A música foi tocada em show no dia 20 de março de 1970 no Capitol Theatre em Port Chester, Nova Iorque. Após o hiato de turnê de outubro de 1974 a junho de 1976 do grupo, a música foi apresentada em um arranjo significativamente mais lento, com solos prolongados de guitarra e teclado. Loggins & Messina, cuja versão da música foi mais lenta, podem ter inspirado a Dead a fazer o mesmo. Na história mais recente, Phil Lesh & Friends realizaram uma versão mais uptempo, semelhante à original.
Hunter toca uma versão ligeiramente diferente em seu álbum (lançado apenas no formato LP) Jack O'Roses. Ele adiciona um verso final:
"You can borrow from the Devil/ You can borrow from a friend/ But the Devil'll give you twenty/ When your friend got only ten"

## Versões cover
- New Riders of the Purple Sage, que contou com John Dawson, que junto com Jerry Garcia escreveu a música, gravou-a em seu décimo segundo álbum de estúdio, Keep On Keepin' On, em 1989.
- Chris Smither a lançou originalmente em seu álbum de 1972, Don't Drag it On, e regravou a música em seu álbum de estúdio ao vivo, Another Way to Find You, gravado em 1989 e lançado em 1991.
- Durante o Bridge School Benefit, em 1994, a Ministry tocou a música. Uma gravação ao vivo do programa pode ser encontrada na compilação The Bridge School Concerts, vol. 1, de 1997.
- Tony Rice, Larry Rice, Chris Hillman e Herb Pedersen regravaram a música em seu álbum de 1999, Rice, Rice, Hillman & Pedersen.
- Loggins e Messina, cuja versão da música é mais lenta.
- Bob Dylan e Tom Petty também tocaram a música em seu show, incluindo a versão de Petty de 1997 da faixa disponível em seu álbum The Live Anthology e sua performance ao vivo no Hangout Festival de 2013.
- Em 2002, a principal banda de country-rock da Noruega, Hellbillies, regravou a música em seu álbum ao vivo Cool Tur. A música foi tocada com letras norueguesas de Arne Moslåtten e é conhecida como "Hinnmann og eg" ("O diabo e eu").
- Em 2003, a Counting Crows incluiu um cover com um ritmo mais lento da música em seu álbum de compilação, Films About Ghosts. Ao reproduzir o riff acústico, a versão do Counting Crows também adiciona instrumentação elétrica para teclado e guitarra na metade da música.
- Elvis Costello e Keller Williams também tocaram essa música em um show.
- Em 2008, a música foi usada na introdução de um episódio de Lucy, the Daughter of the Devil, do Adult Swim, cantada pelo diabo (pai de Lucy) e Terry, o teratoma sensível do diabo.
- Existe uma versão de Lyle Lovett em sua compilação Here I Am — The Lyle Lovett Collection[2] e no álbum Deadicated: A Tribute to the Grateful Dead. Ambos foram lançados em 1991.
- O trio de rock de Cleveland, Ohio, Hot Ham & Cheese, lançou uma versão punk da música em 2008.
- Em 2011, Cosmo Jarvis tocou a música para TheMusic na Austrália (Vídeo no YouTube).
- Em 2013, Tom Petty and the Heartbreakers cobriram essa música no Hangout Music Festival 2013 e no Bonnaroo Music Festival 2013.[3][4]
- John Mayer tocou essa música em sua Born and Raised World Tour de 2013
- Ramblin 'Jack Elliott gravou uma versão cover para seu álbum, Friends of Mine, de 1998
- Dave Matthews Band (com a convidada Béla Fleck) tocou esta música no Saratoga Performing Arts Center em 4 de julho de 2015 para comemorar as performances finais dos membros restantes da Grateful Dead, que aconteceriam no mesmo fim de semana em Soldier Field, em Chicago.
- Mumford & Sons tocou esta música em 2016 como parte do projeto de colaboração de Day of the Dead.
- Jamey Johnson tocou essa música ao lado de Brent Cobb e Margo Price em sua turnê de 2017.